# The Last Blockhouse
The Last Blockhouse è un cortometraggio muto del 1913 diretto da George Melford.

## Produzione
Il film fu prodotto dalla Kalem Company. Venne girato in California, a Glendale e al Verdugo Canyon.

## Distribuzione
Distribuito dalla General Film Company, il film - un cortometraggio in due bobine - uscì nelle sale cinematografiche statunitensi il 7 febbraio 1913.